# Mandoline (ustensile)
Pour les articles homonymes, voir Mandoline (homonymie).

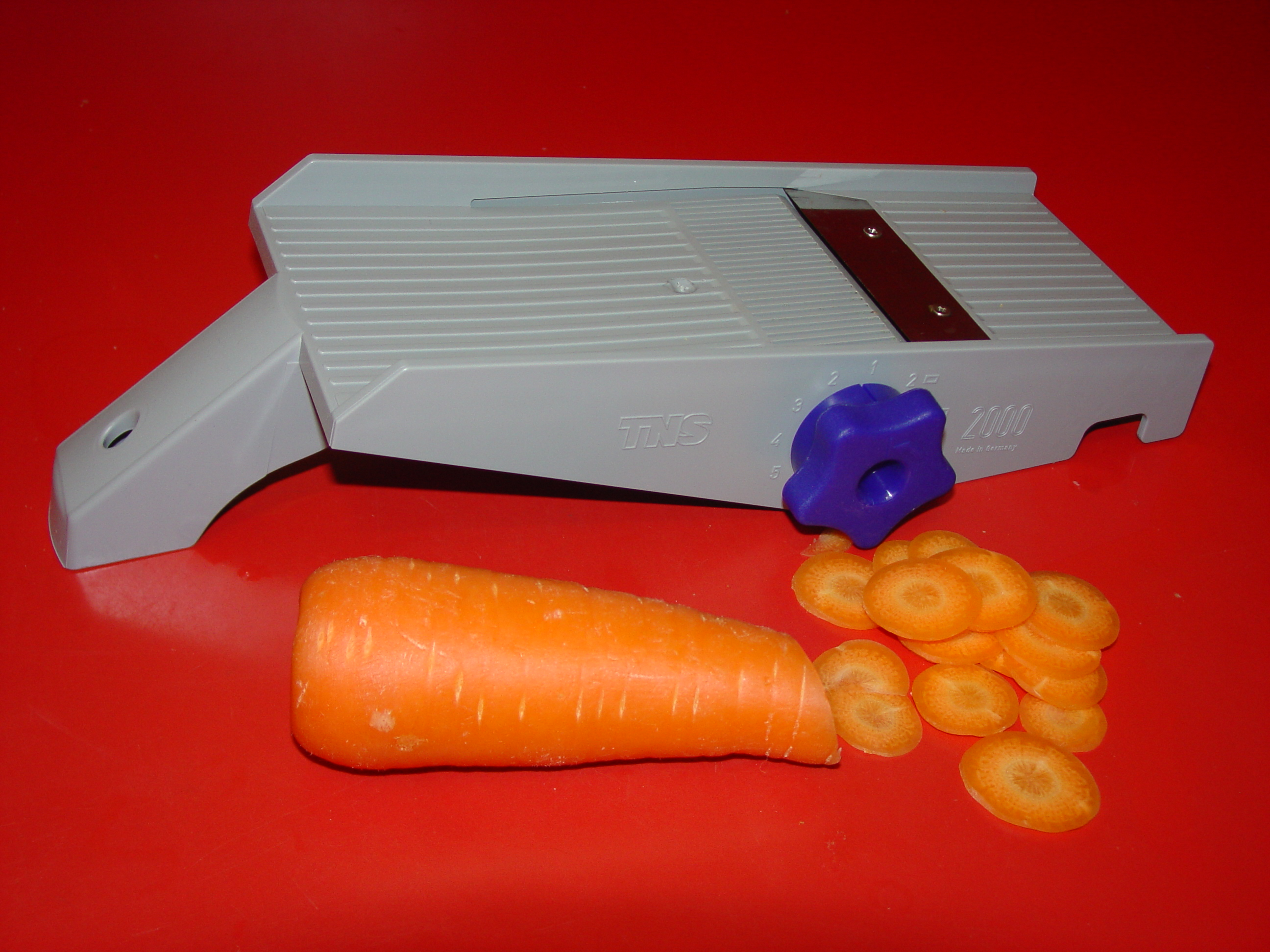
Une mandoline et une carotte coupée en tranches (2006).

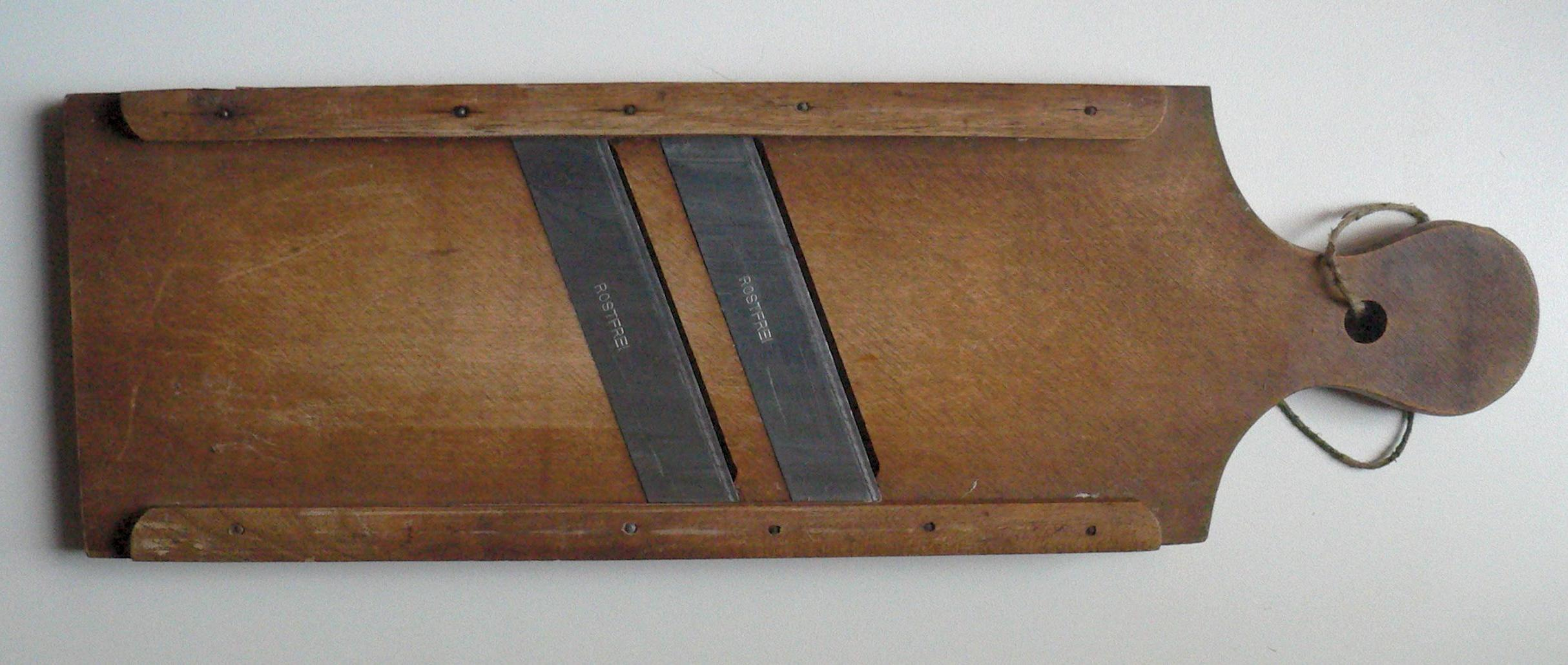
Mandoline en bois (vers 1920).

Une mandoline est un ustensile de cuisine, généralement en inox pour les professionnels ou en matière plastique ABS pour les particuliers, servant à tailler les légumes crus en tranches plus ou moins épaisses.

## Étymologie
La mandoline tire son nom de l'instrument de musique du même nom, la mandoline.

## Histoire
L'histoire de la mandoline est mal connue. Elle est mentionnée pour la première fois en 1570 dans le livre Opera dell’arte del cucinare (Ouvrage sur l’art de cuisiner) de Bartolomeo Scappi. Toutefois, d'après Mary Ellen Snodgrass, l'ustensile aurait pu être inventé au XIXe siècle en Alsace pour la fabrication de la choucroute. Alors que l'instrument est initialement en bois, dans les années 50, Jean Bron, un entrepreneur de Thonon-les-Bains, crée une version en acier, plus hygiénique.

## Utilisation
La mandoline sert à faire :
- les juliennes (carottes râpées, céleris, poivrons, radis)[3]
- les pommes paille (avec lesquelles il est possible de faire des nids, des pommes dauphine)[3]
- les chips (pommes soufflées)[3]
- les frites ou dés de pommes de terre pour les faire rissoler
- les pommes gaufrettes (chips avec des trous en forme de grille)
- mais aussi les dés d'oignons, les tranches de certains fruits (pommes, oranges, kiwis), etc.

Il est difficile de couper avec cet objet des légumes ou des fruits trop gorgés d'eau comme les tomates, sauf si les couteaux sont placés en forme de « V ».